# 伊崎良煕
伊崎 良煕（良凞、いさき よしひろ、1852年（嘉永4年12月） - 1922年（大正11年）8月）は、大日本帝国陸軍軍人。最終階級は陸軍少将。功四級。

## 経歴
のちの千葉県出身。伊崎良広の長男。1877年（明治10年）12月、陸軍士官学校旧1期卒業。在学中に西南戦争に従軍した。卒業後は、近衛歩兵第4連隊大隊長として日清戦争に出征した。
1895年（明治28年）9月、近衛歩兵第3連隊長に補され、翌年9月、歩兵第30連隊長に転じる。1898年（明治31年）10月、陸軍中央幼年学校校長となり、翌年12月、陸軍歩兵大佐に進んだ。1904年（明治37年）9月、陸軍少将に進み、同年10月、台湾守備混成第1旅団長となったが、日露戦争終戦間際の翌年7月、歩兵第32旅団長に転じ第4軍隷下となり満州に渡ったが、間もなく関東総督府隷下に編入された。1910年（明治43年）1月、後備役に編入した。

## 著作
- 『悪戦十六時間』川流堂小林又七本店、1914年。

## 親族
- 養子：矢野機（陸軍中将）[5]